# Maria van Eicken
Maria van Eicken (Bruxelles, 1571 – Treis-Karden, 21 aprile 1636) è stata una nobildonna olandese.

## Biografia
Nacque a Bruxelles come figlia di Joost van der Eycken, signore di Nederloo e governatore della città di Breda, e Barbara de Mol, figlia di Martin de Mol, Gran Falconiere del Re di Spagna nei Paesi Bassi spagnoli.
Il 13 marzo 1591 sposò a Bruxelles il conte Edoardo Fortunato di Baden-Baden. Poiché non era un membro dell'alta nobiltà, non era considerata una moglie adatta per un conte di mercato e i loro figli non furono mai come membri della famiglia dal cugino Margravio Ernesto Federico di Baden-Durlach. Tuttavia, il loro figlio Guglielmo avrebbe ereditato il titolo di conte di Baden-Baden.
Maria ed Edoardo Fortunato ebbero i seguenti figli:
- Guglielmo (1593–1677)
- Ermanno Fortunato (1595–1665)
- Carlo Alberto (nato nel 1598 a Kastellaun - morto nel 1626 al castello di Hundschloss, quando si sparò accidentalmente)
- Anna Marie Lucretia (nata nel 1592 a Murano - morta nel 1654 a Kastellaun)

## Ascendenza
|                                                               |                                        |                                                   | Genitori                               |  |  | Nonni |  |  | Bisnonni                    |  |  | Trisnonni                     |  |
|                                                               |                                        |                                                   |                                        |  |  |       |  |  | 8. Hendrik V van der Eycken |  |  | 16. Hendrik IV van der Eycken |  |
|                                                               |                                        |                                                   |                                        |  |  |       |  |  | 8. Hendrik V van der Eycken |  |  | 16. Hendrik IV van der Eycken |  |
|                                                               |                                        | 17. Lélie de Grimberghe                           |                                        |  |  |       |  |  | 8. Hendrik V van der Eycken |  |  |                               |  |
| 4. Jan van der Eycken, signore di Rivière, Ganshoorn et Jette |                                        |                                                   |                                        |  |  |       |  |  | 8. Hendrik V van der Eycken |  |  |                               |  |
|                                                               |                                        | 9. Barbara Gertrude van Volxen                    | 18. Paul van Volxem                    |  |  |       |  |  |                             |  |  |                               |  |
|                                                               |                                        | 9. Barbara Gertrude van Volxen                    | 18. Paul van Volxem                    |  |  |       |  |  |                             |  |  |                               |  |
|                                                               |                                        | 9. Barbara Gertrude van Volxen                    | 19. Elisabeth Daneels                  |  |  |       |  |  |                             |  |  |                               |  |
| 2. Joost van der Eycken, signore di Nederloo                  |                                        | 9. Barbara Gertrude van Volxen                    |                                        |  |  |       |  |  |                             |  |  |                               |  |
|                                                               |                                        | 10. Gabriel van Offhuys                           | 20. Jan van Offhuys                    |  |  |       |  |  |                             |  |  |                               |  |
|                                                               |                                        | 10. Gabriel van Offhuys                           | 20. Jan van Offhuys                    |  |  |       |  |  |                             |  |  |                               |  |
|                                                               |                                        | 10. Gabriel van Offhuys                           | 21. Marie Stroefs                      |  |  |       |  |  |                             |  |  |                               |  |
| 5. Barbara van Offhuys, signora di Nederloo                   |                                        | 10. Gabriel van Offhuys                           |                                        |  |  |       |  |  |                             |  |  |                               |  |
|                                                               |                                        | 11. Barbara van Ginderboven                       | 22. Gilles van Ginderboven             |  |  |       |  |  |                             |  |  |                               |  |
|                                                               |                                        | 11. Barbara van Ginderboven                       | 22. Gilles van Ginderboven             |  |  |       |  |  |                             |  |  |                               |  |
|                                                               |                                        | 11. Barbara van Ginderboven                       | 23. Catherine van der Eycken           |  |  |       |  |  |                             |  |  |                               |  |
| 1. Maria van der Eicken                                       |                                        | 11. Barbara van Ginderboven                       |                                        |  |  |       |  |  |                             |  |  |                               |  |
|                                                               | 12. Caspar de Mol, signore di Oetingen | 24. Johan de Mol, signore di Oetingen             |                                        |  |  |       |  |  |                             |  |  |                               |  |
|                                                               | 12. Caspar de Mol, signore di Oetingen | 24. Johan de Mol, signore di Oetingen             |                                        |  |  |       |  |  |                             |  |  |                               |  |
|                                                               | 12. Caspar de Mol, signore di Oetingen | 25. Catherine Hinckaert                           |                                        |  |  |       |  |  |                             |  |  |                               |  |
| 6. Martinus de Mol, signore di Oetingen                       | 12. Caspar de Mol, signore di Oetingen |                                                   |                                        |  |  |       |  |  |                             |  |  |                               |  |
|                                                               |                                        | 13. Anna Marguerite van Hooghvorst van Grymbergen | 26. Jan van Hooghvorst van Grymberghen |  |  |       |  |  |                             |  |  |                               |  |
|                                                               |                                        | 13. Anna Marguerite van Hooghvorst van Grymbergen | 26. Jan van Hooghvorst van Grymberghen |  |  |       |  |  |                             |  |  |                               |  |
|                                                               |                                        | 13. Anna Marguerite van Hooghvorst van Grymbergen | …                                      |  |  |       |  |  |                             |  |  |                               |  |
| 3. Barbara de Mol                                             |                                        | 13. Anna Marguerite van Hooghvorst van Grymbergen |                                        |  |  |       |  |  |                             |  |  |                               |  |
|                                                               |                                        | 14. Jan van Olmen                                 | 28. Jan van Olmen                      |  |  |       |  |  |                             |  |  |                               |  |
|                                                               |                                        | 14. Jan van Olmen                                 | 28. Jan van Olmen                      |  |  |       |  |  |                             |  |  |                               |  |
|                                                               |                                        | 14. Jan van Olmen                                 | 29. Beatrix van Aarschot-Schoonhoven   |  |  |       |  |  |                             |  |  |                               |  |
| 7. Anna van Olmen                                             |                                        | 14. Jan van Olmen                                 |                                        |  |  |       |  |  |                             |  |  |                               |  |
|                                                               |                                        | 15. Catherine van Ginderboven                     | 30. Gilles van Ginderboven (= 22)      |  |  |       |  |  |                             |  |  |                               |  |
|                                                               |                                        | 15. Catherine van Ginderboven                     | 30. Gilles van Ginderboven (= 22)      |  |  |       |  |  |                             |  |  |                               |  |
|                                                               |                                        | 15. Catherine van Ginderboven                     | 31. Catherine van der Eycken (= 23)    |  |  |       |  |  |                             |  |  |                               |  |
|                                                               |                                        | 15. Catherine van Ginderboven                     |                                        |  |  |       |  |  |                             |  |  |                               |  |

| Controllo di autorità | VIAF (EN) 220886323 · CERL cnp01417085 · GND (DE) 1017916683 |